# Ação de alavanca

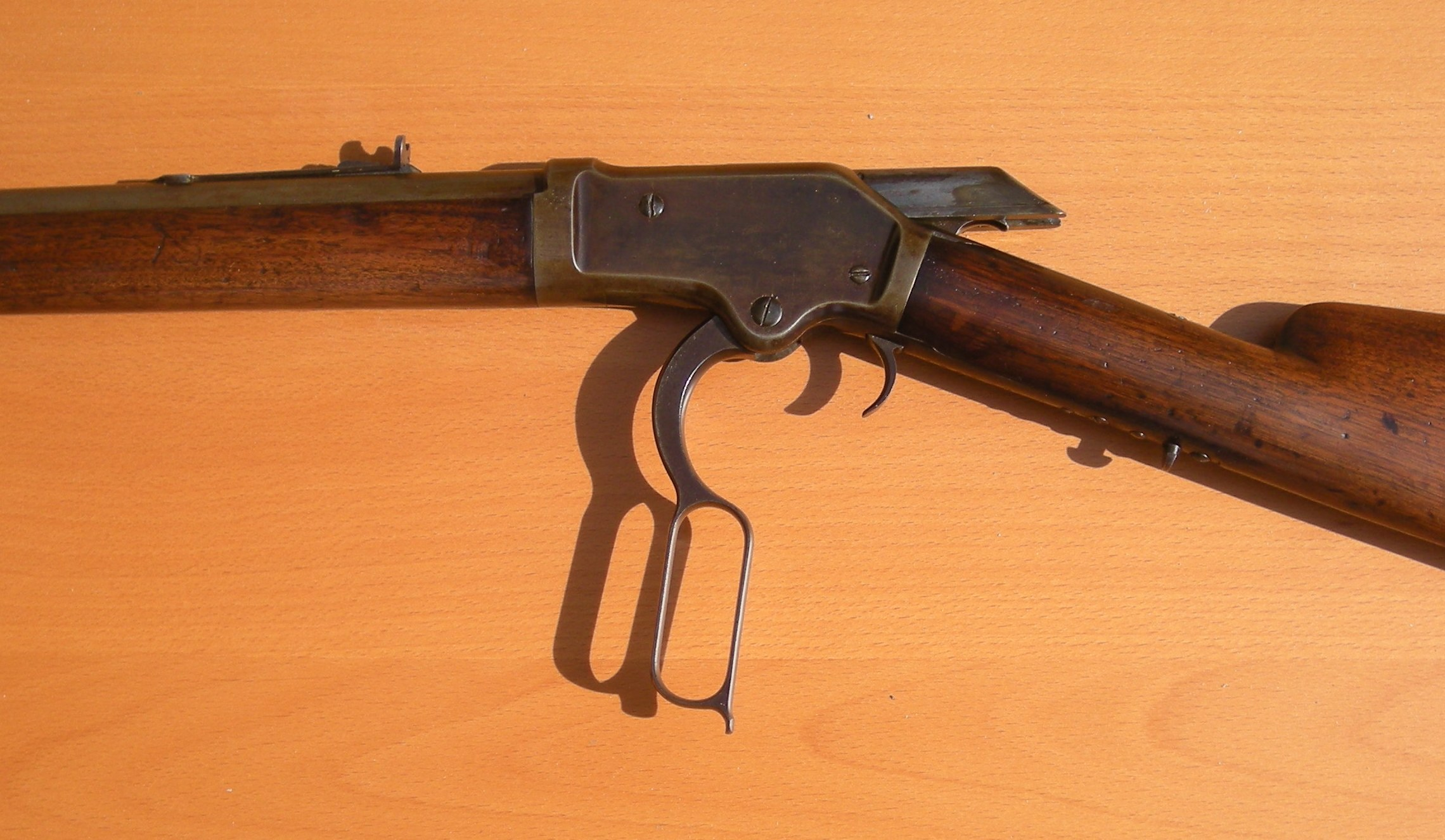
Close de um mecanismo de ação de alavanca

Ação de alavanca é um tipo de ação de arma de fogo, que usa uma alavanca ao redor da área do guarda-mato (frequentemente a alavanca inclui o guarda-mato), para carregar cartuchos novos na câmara da arma quando a alavanca é acionada.
A maioria das armas de ação de alavanca é de rifles, mas algumas escopetas e poucas pistolas, também foram produzidas usando esse sistema.
O Winchester Model 1873, é um das mais famosas armas de ação de alavanca, gerando a frase: Winchester, "a arma que conquistou o Oeste", mas vários outros fabricantes também estiveram envolvidos no desenvolvimento desse tipo de arma, notadamente a Marlin com o Marlin Model 1881 e a New Haven Arms Company com o Rifle Henry.[carece de fontes?]

## Ver também

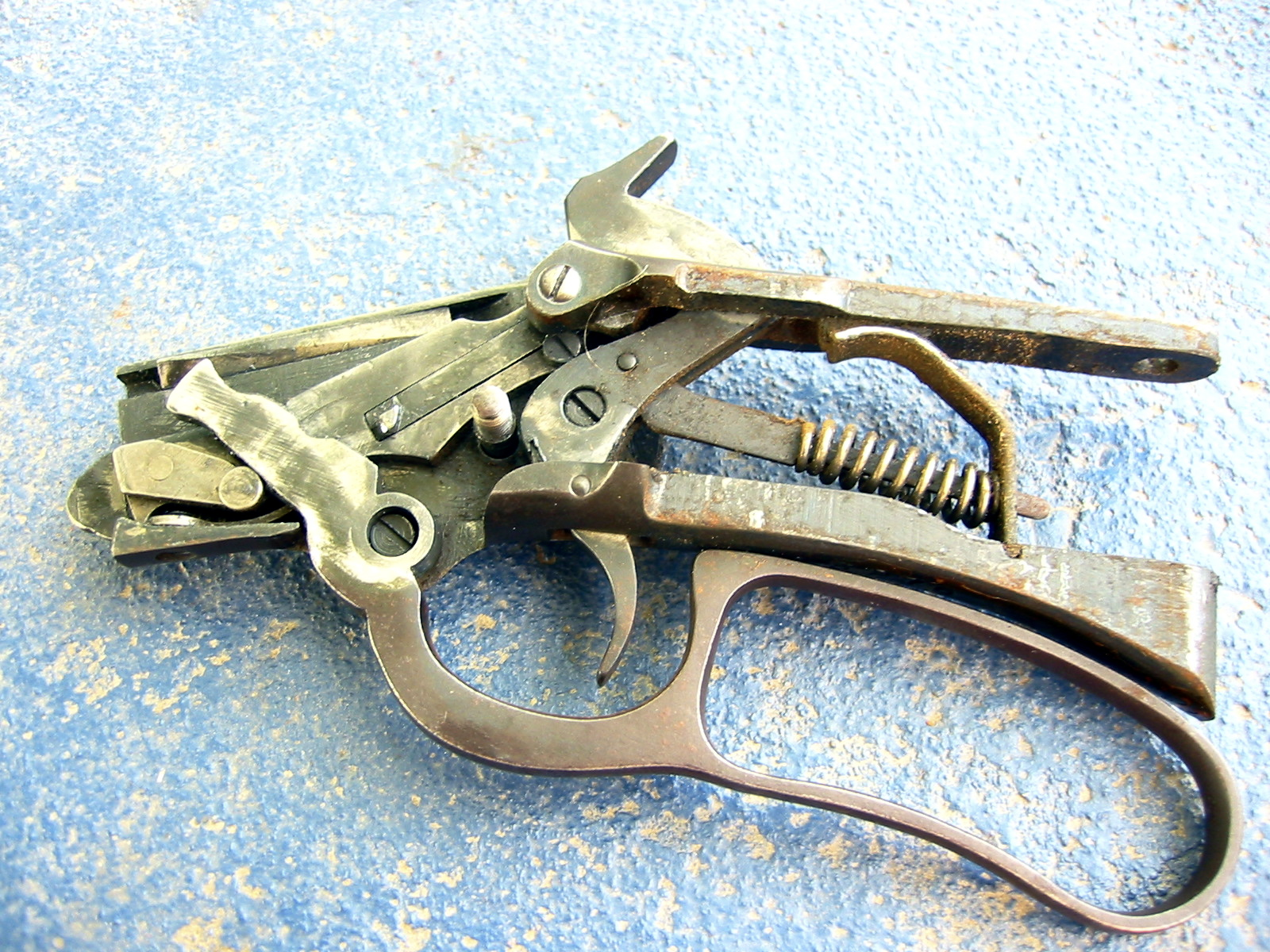
O mecanismo de ação de alavanca
de um rifle Marlin 39A.